# Groveland
|  | Per a altres significats, vegeu «Groveland (desambiguació)». |

Groveland és una població dels Estats Units a l'estat de Florida. Segons el cens del 2000 tenia 2.360 habitants.

## Demografia
Segons el cens del 2000, Groveland tenia 2.360 habitants, 845 habitatges, i 626 famílies. La densitat de població era de 346,5 habitants/km².
Dels 845 habitatges en un 35,3% hi vivien nens de menys de 18 anys, en un 55,1% hi vivien parelles casades, en un 12,9% dones solteres, i en un 25,8% no eren unitats familiars. En el 21,8% dels habitatges hi vivien persones soles el 9,2% de les quals corresponia a persones de 65 anys o més que vivien soles. El nombre mitjà de persones vivint en cada habitatge era de 2,79 i el nombre mitjà de persones que vivien en cada família era de 3,23.
Per edats la població es repartia de la següent manera: un 28,3% tenia menys de 18 anys, un 8,9% entre 18 i 24, un 27,5% entre 25 i 44, un 22,7% de 45 a 60 i un 12,6% 65 anys o més.
L'edat mediana era de 35 anys. Per cada 100 dones de 18 o més anys hi havia 93 homes.
La renda mediana per habitatge era de 32.017 $ i la renda mediana per família de 37.857 $. Els homes tenien una renda mediana de 27.292 $ mentre que les dones 20.186 $. La renda per capita de la població era de 15.132 $. Entorn del 13,9% de les famílies i el 18,8% de la població estaven per davall del llindar de pobresa.

## Poblacions més properes
El següent diagrama mostra les poblacions més properes.